# Eva Karblom
Eva Karblom, född 15 januari 1963 i Stockholm, är en svensk före detta friidrottare (längdhopp och mångkamp). Hon tävlade för SoIK Hellas.